# Tonota
Tonota – miasto w Botswanie, w dystrykcie Central, w pobliżu Francistown. W 2008 liczyło 19 306 mieszkańców.